# Abschattung (Phänomenologie)
Abschattung bedeutet nach Edmund Husserl innerhalb der phänomenologischen Theorie den Umstand, dass ein Gegenstand aus unendlich vielen Perspektiven betrachtet werden kann und dabei Erscheinungsabwandlungen erfährt. Die jeweils eingenommene „verdeckt“ die anderen möglichen Wahrnehmungsseiten des Gegenstandes. Dieses Verdecken wird als Abschattung bezeichnet. 
Obwohl wir nun, so Husserl, nicht alle Seiten eines Gegenstandes sehen können, haben wir doch ein Bewusstsein von einem räumlichen Gegenstand. Dies gelingt deshalb, weil wir die nicht perspektivisch gegebenen Seiten Mitmeinen bzw. Mitbewußthaben, wie Husserl sich ausdrückt. Die gegebene Seite verweist somit auf die nicht gegebenen Seiten. Wahrnehmung eines Dinges wäre demnach die Folge eines Verweisungszusammenhanges. Innerhalb dieses Verweisungszusammenhanges ist der Gegenstand also selber nicht erlebt, wie eben die Abschattung, also die perspektivische Einschränkung, sondern Folge einer Erfahrung. Damit ist ein Ding, anders als das Erlebnis einer Abschattung eines Dings nicht gänzlich zu erfassen, wie Husserl sich ausdrückt. Gemeint ist damit die Tatsache, dass ein Ding nicht in seinen begrenzten Bezügen gänzlich zu erfassen ist. Durch das Berufen auf eine unbegrenzte Serie von grundsätzlich nicht gegebenen Erscheinungsweisen rechtfertigt Husserl die Notwendigkeit einer Wesensschau, die nach Jean-Paul Sartre jedoch nicht allein auf Wahrnehmung beruht.